# Benedykt Paweł Sapieha
Pour les articles homonymes, voir Sapieha.
Ne doit pas être confondu avec Jan Kazimierz Sapieha.
Benedykt Paweł Sapieha (né vers 1643 – mort le 12 août 1707 à Berlin), membre de la noble famille Sapieha, trésorier de la cour de Lituanie (1665), grand trésorier de Lituanie, maréchal du Sejm de la République (1676-1703 et en 1705),

## Biographie
Benedykt Paweł Sapieha est le fils de Paweł Jan Sapieha et de Anna Barbara Kopeć.

## Mariage et descendance
Benedykt Paweł Sapieha épouse Izabela z Tarłów qui lui donne pour enfant :
- Michał Józef Sapieha (1670-1738), grand garde de Lituanie, voïvode de Podlachie
- Franciszek Karol Sapieha
- Kazimier Józef Sapieha (vers 1675–1750)

## Sources
- Notices d'autorité :   - VIAF
  - ISNI
  - Pologne
  - NUKAT

- (pl) Cet article est partiellement ou en totalité issu de l’article de Wikipédia en polonais intitulé « Benedykt Paweł Sapieha » (voir la liste des auteurs).